# Игор Исаковски
Игор Исаковски (на македонска литературна норма: Игор Исаковски) е поет, прозаик и преводач от Република Македония.

## Биография
Роден е в Скопие на 19 септември 1970 г. Завършва Филологическия факултет „Блаже Конески“, катедра Обща и сравнителна книжовност на Скопския университет. Магистратура завършва в Централноевропейския университет в Будапеща. Работи като водещ в радиото и телевизията. Работи и като уеб дизайнер и консултант и като главен редактор на Радио Равел. Исаковски е основател на културната институция „Блесок“ и е главен редактор на едноименното списание. Член е на дружеството Независими писатели на Македония.
Умира на 15 декември 2014 година в Скопие.

## Творчество
- Писма (роман, 1991)
- Црно сонце (поезия, 1992)
- Експлозии, трудна месечина, ерупции… (разкази, 1993)
- Вулкан – Земја - (поезия, 1995)
- – Небо (поезия, 1996, 2000)
- Гравири – Blues говорница (много къси текстове, 2001)
- Песочен часовник (разкази, 2002)
- Длабоко во дупката (поезия, 2004)
- Пливање во прашина (роман, 2005, награда Прозни мајстори, 2005)
- Blues говорница II (много кратки текстове, 2006)
- Стажирајќи за светец (поезия, 2008)
- Ноќта е најтемна пред разденување (поезия, 2009).

Исаковски публикува в много списания в Република Македония и в чужбина. Някои негови творби са публикувани в САЩ, Холандия, Румъния, Словения, Хърватия, Босна и Херцеговина, Австралия, Чехия, Словакия, България, Унгария, Южна Корея, Черна гора и Сърбия.